# Wolfgang Treue
Wolfgang Treue (* 21. April 1916 in Steglitz; † 10. September 1989 in Bonn) war ein deutscher Wissenschaftsorganisator und Historiker.

## Leben
Wolfgang Treue studierte ab dem Wintersemester 1935/36 Geschichte an der Universität Berlin. Mit der Arbeit Der Erwerb und die Verwaltung der Marshall-Inseln. Ein Beitrag zur Geschichte der Jaluit-Gesellschaft wurde er 1940 dort zum Dr. phil. promoviert. 
Er war ab 1950 als wissenschaftlicher Referent zunächst der Notgemeinschaft der Deutschen Wissenschaft, ab 1951 der Deutschen Forschungsgemeinschaft in Bonn-Bad Godesberg jahrzehntelang auf dem Gebiet der geisteswissenschaftlichen Forschungsförderung tätig, zuletzt als Leiter der Fachgruppe Geisteswissenschaften. 1981 trat er in den Ruhestand. 
Von 1982 bis 1986 war er Vorsitzender der Historischen Kommission zu Berlin. 1972 wurde er korrespondierendes Mitglied, 1979 Ehrenmitglied des Deutschen Archäologischen Instituts. 1981 erhielt er die Leibniz-Medaille der Akademie der Wissenschaften und der Literatur Mainz.
Sein Bruder war der Historiker Wilhelm Treue, seit 1969 Professor für Geschichte an der TU Hannover.

## Schriften (Auswahl)
- Deutsche Parteiprogramme 1861–1954. Musterschmidt, Göttingen 1954.
- Der Wähler und seine Wahl. Steiner, Wiesbaden 1964.
- Deutschland seit 1848. Geschichte der neuesten Zeit. Steiner, Wiesbaden 1968.
- Die deutschen Parteien. Vom 19. Jahrhundert bis zur Gegenwart. Ullstein, Berlin/Wien 1975.
- Die Jaluit-Gesellschaft auf den Marshall-Inseln 1887–1914. Ein Beitrag zur Kolonial- und Verwaltungsgeschichte in der Epoche des deutschen Kaiserreichs. Duncker & Humblot, Berlin 1976, ISBN 3-428-03632-8.